# Mario Nasalli Rocca di Corneliano

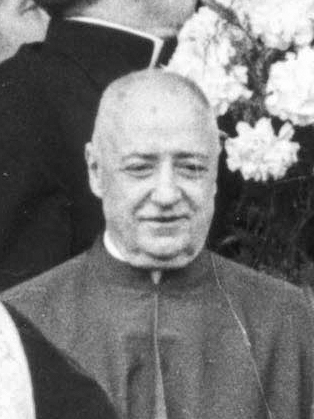
Mario Nasalli Rocca di Corneliano als Präfekt des Päpstlichen Hauses (1967)

Wappen von Mario Kardinal Nasalli Rocca di Corneliano

Mario Kardinal Nasalli Rocca di Corneliano (* 12. August 1903 in Piacenza, Italien; † 9. November 1988 in Rom) war ein Kurienkardinal der römisch-katholischen Kirche.

## Leben
Mario Nasalli Rocca di Corneliano war ein Neffe des Kardinals Giovanni Nasalli Rocca di Corneliano. Er empfing nach philosophischen und theologischen Studien in Rom am 9. April 1927 das Sakrament der Priesterweihe. Papst Pius XI. ernannte ihn 1931 zu seinem Kämmerer. Dessen Nachfolger Pius XII. verlieh ihm 1949 den Titel eines päpstlichen Hausprälaten.
Am 11. April 1969 wurde er von Papst Paul VI. zum Titularerzbischof von Antium und zum Präfekten des Päpstlichen Hauses ernannt. Wenige Tage später spendete ihm Paolo Kardinal Marella die Bischofsweihe; Mitkonsekratoren waren Erzbischof Diego Venini, Almosenier Seiner Heiligkeit, und Alberto Scola, Bischof von Norcia. Am 28. April nahm ihn Paul VI. als Kardinaldiakon mit der Titeldiakonie San Giovanni Battista Decollato in das Kardinalskollegium auf. Er nahm an den Konklaven im August und Oktober 1978 teil. 1979 ernannte ihn Papst Johannes Paul II. unter Beibehaltung seiner pro hac vice zur Titelkirche erhobenen Titeldiakonie zum Kardinalpriester.
Er starb nach schwerer Krankheit mit 85 Jahren in einer Klinik in Rom. Beigesetzt wurde er in Vigolzone, Provinz Piacenza, in der Kirche S. Mario Martire, die er selbst einige Jahre zuvor hatte erbauen lassen.

## Ehrungen
- 1953: Großoffizier des Verdienstordens der Italienischen Republik
- 1958: Großes Bundesverdienstkreuz mit Stern
- 1963: Großkreuz des Verdienstordens der Italienischen Republik
- 1966: Großkreuz des Ordens des Infanten Dom Henrique